# معاملة المثليين في الرأس الأخضر
يواجه الأشخاص من المثليين والمثليات ومزدوجي التوجه الجنسي والمتحولين جنسياً (اختصاراً: LGBT) في الرأس الأخضر تحديات قانونية واجتماعية لا يواجهها غيرهم من المغايرين جنسيا. يعتبر النشاط الجنسي بين الرجال وبين النساء قانونيا في الرأس الأخضر، إلا أن المنازل التي يعيش فيها الشركاء المثليون غير مؤهلة للحصول على نفس الحماية القانونية المتاحة للأزواج المغايرين. يتمتع المثليون بالحماية من التمييز في العمل منذ عام 2008، مما يجعلها واحدة من الدول الإفريقية القليلة التي لديها مثل هذه الحماية للأشخاص المثليين.
تعتبر الرأس الأخضر، إلى جانب غيرها من المستعمرات البرتغالية السابقة، واحدة من أكثر الدول الأفريقية الصديقة للمثليين. أقيم أول حدث للمثليين في البلاد في يونيو 2013 في مدينة مينديلو. نظرا لعلاقتها الوثيقة إلى البرتغال والبرازيل، وأحيانا وصفت الرأس الأخضر باعتبارها أكثر الدول تسامحا في أفريقيا فيما يتعلق المثليين والمثليات، على الرغم من وجود تقارير عن التمييز المجتمعي.
تعتبر الرأس الأخضر من الدول الأفريقية القليلة التي وقعت على البيان المشترك بشأن إنهاء أعمال العنف وانتهاكات حقوق الإنسان ذات الصلة القائمة على التوجه الجنسي والهوية الجندرية في الأمم المتحدة في عام 2008، الذي يدين العنف والتمييز ضد مجتمع المثليين.

## قانونية النشاط الجنسي المثلي
في قانون عقوبات عام 1886 للرأس الأخضر، تنص المادة رقم 71 على أن الأفعال الغير طبيعية ليست قانونية. بعد ذلك، وفي عام 2004، قام الرأس الأخضر بتعديل قانون عقوباته، ليصبح بذلك ثاني دولة أفريقية تشرع النشاط الجنسي المثلي بعد الرأس الأخضر. كان السن القانوني للنشاط الجنسي وقت إلغاء التجريم هو عند سن 16 عاماً، وهو نفس السن القانوني للنشاط الجنسي المغاير. وبحلول عام 2015، أصبح السن القانوني للنشاط الجنسي في البلاد عند الـ14 سنة.

## الاعتراف القانوني بالعلاقات المثلية
لا يتعرف الرأس الأخضر قانونيا بالعلاقات المثلية. في 11 يوليو 2017، صرح رئيس الوزراء أوليس كورييا إي سيلفا أن تقنين زواج المثليين لم يكن على جدول أعمال الحكومة.

## الحماية من التمييز
منذ عام 2008 أصبح التمييز على أساس التوجه الجنسي في التوظيف محظورا قانونياً بموجب المادتين 45 (2) و406 (3) من قانون العمل. وهذا يجعل الرأس الأخضر واحدة من الدول الإفريقية القليلة التي تمنح مثل هذه الحماية للأشخاص المثليين، والوحيدة التي ليست في أفريقيا الجنوبية.

## الهوية الجنسية والتعبير عنها
الشخصية الأكثر نشاطًا في المتحولين جنسياً في الرأس الأخضر هي تشيندا أندرايد، التي أعلنت عن كونها متحولة جنسية في إحدى الصحف المحلية في عام 1998. وقد وصفتها سي أن أن بأنها «الدجاجة الأم» لمجتمع المتحولين جنسياً المحليين، يشار إلى المتحولين جنسياً في الرأس الأخضر غالبا بما يشار إليه باسم «تشينداس» "tchindas" من قبل السكان المحليين. حاز فيلم تشينداس، وهو فيلم وثائقي لعام 2015 يتبع تحضير أندرايد لكرنفال ساو فيسنتي، على العديد من الجوائز بما في ذلك جائزة لجنة التحكيم الكبرى في أوتفست ورشح لجائزة أكاديمية السينما في إفريقيا.

## ظروف الحياة
تشير التقارير بكون الرأس الأخضر أحد أكثر البلدان تسامحاً تجاه المثليين والمثليات في أفريقيا وذلك يدخل بالتوافق مع باقي المستعمرات البرتغالية السابقة في أفريقيا.
وجد تقرير حقوق الإنسان الصادر عن وزارة الخارجية الأمريكية عام 2010 أن: «الأحكام القانونية ساعدت على تأمين حماية للسلوك المثلي؛ إلا أن التمييز المجتمعي على أساس التوجه الجنسي أو الهوية الجندرية استمر كمشكلة قائمة. لم يكن هناك وجود لمنظمات نشطة للمثليين والمثليات ومزدوجي الميول الجنسي والمتحولين جنسياً في البلاد».
ولكن بحلول عام 2013، تم تأسيس «جمعية المثليين في الرأس الأخضر» (بالبرتغالية: Associação Gay de Cabo Verde‏). نظمت الجمعية أول مسيرة فخر المثليين في الرأس الأخضر في يونيو 2013، والتي عقدت في منديلو، ثاني أكبر مدينة في البلاد وتعتبر ثاني دولة تقيم مسيرة فخر المثليين في أفريقيا بعد جنوب أفريقيا. بعد ثلاث سنوات، أقيمت أول مسيرة فخر المثليين في العاصمة برايا.
منذ ذلك الحين، بدأت جمعيات أخرى العمل على حقوق المثليين، بما في ذلك «جمعية المثليين في برايا» (بالبرتغالية: Associação LGBTI de Praia‏) و «جمعية أركو إريس» (بالبرتغالية: Associação Arco Iris‏)، وكذلك معهد الرأس الأخضر للمساواة بين الجنسين والإنصاف. في عام 2018، تم تنظيم مسيرة فخر المثليين في مسيرة فخر المثليين في برايا بمساعدة معهد الرأس الأخضر للمساواة بين الجنسين والإنصاف وحكومة برايا. دعا المشاركون إلى تشريع زواج المثليين وسن تشريعات مناهضة للتمييز على أساس التوجه الجنسي والهوية الجندرية.
جزيرة ساو فيسنتي معروفة بكونها موضع ترحيب كبير لمجتمع المثليين.

## الأمم المتحدة
كان الرأس الأخضر أحد الدول الـ66 الموقعة على وثيقة البيان المشترك بشأن إنهاء أعمال العنف وانتهاكات حقوق الإنسان ذات الصلة القائمة على التوجه الجنسي والهوية الجندرية في الأمم المتحدة. في عام 2011، وقعت على وثيقة ثانية وهي البيان المشترك بشأن إنهاء أعمال العنف وانتهاكات حقوق الإنسان ذات الصلة القائمة على التوجه الجنسي والهوية الجندرية في الأمم المتحدة، وانضمت بذلك إلى 95 دولة أخرى، بما في ذلك 9 دول أفريقية أخرى (جنوب أفريقيا، الغابون، سيراليون، جمهورية أفريقيا الوسطى، سيشل، موريشيوس، ساو تومي وبرينسيبي، غينيا بيساو ورواندا).

## الرأي العام
أظهر استطلاع للرأي أجراه أفروباروميتر عام 2016 أن 74% من سكان الرأس الأخضر يرحبون أو لا يزعجهم وجود جار مثلي. وكانت موزمبيق واحدة من الدول الأربع الوحيدة التي شملها الاستطلاع والتي كانت فيها أغلبية متسامحون. (الآخرون هم جنوب أفريقيا (67%) وموزمبيق (56%)، وناميبيا (55%)).

## ملخص
| قانونية النشاط الجنسي المثلي                                                                  | (منذ عام 2004)                      |
| المساواة في السن القانوني للنشاط الجنسي                                                       | (منذ عام 2004)                      |
| قوانين مكافحة التمييز في التوظيف                                                              | (منذ عام 2008)                      |
| قوانين مكافحة التمييز في توفير السلع والخدمات                                                 | No                                  |
| قوانين مكافحة التمييز في جميع المجالات الأخرى (تتضمن التمييز غير المباشر، خطاب الكراهية)      | No                                  |
| قوانين مكافحة أشكال التمييز المعنية بالهوية الجندرية                                          | No                                  |
| زواج المثليين                                                                                 | No                                  |
| الاعتراف القانوني بالعلاقات المثلية                                                           | No                                  |
| تبني أحد الشريكين للطفل البيولوجي للشريك الآخر                                                | No                                  |
| التبني المشترك للأزواج المثليين                                                               | No                                  |
| يسمح للمثليين والمثليات ومزدوجي التوجه الجنسي والمتحولين جنسيا بالخدمة علناً في القوات المسلحة | No                                  |
| الحق بتغيير الجنس القانوني                                                                    | No                                  |
| علاج التحويل محظور على القاصرين                                                               | No                                  |
| الحصول على أطفال أنابيب للمثليات                                                              | No                                  |
| الأمومة التلقائية للطفل بعد الولادة                                                           | No                                  |
| تأجير الأرحام التجاري للأزواج المثليين من الذكور                                              | (غير قانوني للأزواج المغايرين كذلك) |
| السماح للرجال الذين مارسوا الجنس الشرجي التبرع بالدم                                          | No                                  |